# Kao ni Denai Kashiwada-san to Kao ni Deru О̄ta-kun
Kao ni Denai Kashiwada-san to Kao ni Deru О̄ta-kun (顔に出ない柏田さんと顔に出る太田君?) es una serie web manga japonesa escrita e ilustrada por Fuyu Azuma. Se publicó en el sitio web Dra Dra Sharp# de Niconico Seiga desde junio de 2018 hasta junio de 2023. Una adaptación de la serie de televisión de anime producida por Studio Polon se estrenará en octubre de 2025.

## Personajes
Kashiwada-san (柏田さん?)
 Seiyū: Shiori Mikami (PV), Akane Fujita (anime)
О̄ta-kun (太田くん?)
 Seiyū: Daisuke Kishio (PV), Kyōhei Natsume (anime)
Tadokoro-kun (田所君?)
 Seiyū: Yūya Hirose (anime)
Sata-kun (佐田君?)
 Seiyū: Sōhei Horikane (anime)
Tabuchi-san (田淵さん?)
 Seiyū: Yumiri Hanamori (anime)
Odajima-san (小田島さん?)
 Seiyū: Mayu Mineda (anime)

## Contenido de la obra

### Manga
Kao ni Denai Kashiwada-san to Kao ni Deru О̄ta-kun está escrita e ilustrada por Fuyu Azuma y comenzó en Dragon Age de Niconico Seiga el 22 de junio de 2018; el sitio web cambió su nombre a Dra Dra Sharp# en diciembre de 2018. La serie finalizó el 9 de junio de 2023. Fujimi Shobo recopiló sus capítulos en diez volúmenes tankōbon, publicados del 7 de diciembre de 2018 al 7 de julio de 2023. Un video promocional animado por Seven Arcs se lanzó el 3 de octubre de 2022; Yui Kinoshita dirigió, supervisó, diseñó los personajes y escribió el guion gráfico del video promocional. Risa Yoshida fue directora de animación.
Una serie de manga derivada también ilustrada por Azuma, titulada Kao ni Denai Kashiwada-san to Kao ni Deru О̄ta-kun+, comenzó a serializarse en el mismo sitio web el 13 de octubre de 2023. Al 9 de mayo de 2024, se lanzó un solo volumen.

### Anime
El 14 de marzo de 2025 se anunció una adaptación de la serie de televisión de anime. La serie será producida por Studio Polon y dirigida por Tomohiro Kamitani, con Michiko Yokote a cargo de la composición de la serie, Naoto Nakamura diseñando los personajes y como director jefe de animación, y Yukari Hashimoto y Tetsuya Shitara componiendo la música. Su estreno está previsto para octubre de 2025.